# Istriska Y:et
Istriska Y:et (kroatiska: Istarski ipsilon) är namnet på den del av det kroatiska motorvägssystemet som täcker halvön Istrien i nordvästra Kroatien och som består av motorvägarna A8 (Kanfanar-Matulji) och A9 (Kaštel-Pula). Denna del av det kroatiska motorvägssystemet bär detta namn eftersom de båda motorvägarna A8 och A9 som möts i Kanfanar har formen av bokstaven Y. A8 passerar via tunneln (5062 m) genom berget Učka och A9 via bron (1354 m) över floden Mirna.